# Parthia (Schiff, 1948)
Die Parthia (II) war ein 1948 in Dienst gestelltes Kombischiff der britischen Cunard-White Star Line (ab 1949 Cunard Line), das bis 1961 als Royal Mail Ship im Liniendienst nach New York im Einsatz stand. Anschließend war es als Remuera für die New Zealand Shipping Company und ab 1965 als Aramac für die Eastern & Australian Steamship Company in Fahrt. 1969 wurde das Schiff zum Abbruch nach Taiwan verkauft.

## Geschichte
Die Parthia entstand unter der Baunummer 1331 in der Werft von Harland & Wolff in Belfast und lief am 25. Februar 1947 vom Stapel. Nach der Ablieferung an die Cunard-White Star Line nahm sie am 10. April 1948 den Liniendienst von Liverpool nach New York auf. Ihr ein Jahr älteres Schwesterschiff war die Media.
Die Parthia besaß wie ihr Schwesterschiff lediglich eine Passagierabteilung der ersten Klasse. Zu den prominenten Gästen an Bord der Schiffe zählte die Schauspielerin Katharine Hepburn. Jedoch galt die Parthia ebenso wie die Media als schlechtes Seeschiff, weshalb sie 1954 mit Stabilisatoren der Firma Denny-Brown ausgerüstet wurde. Mit Aufkommen des Flugverkehrs wurde der Transatlantikdienst unrentabel, weshalb die Parthia am 16. Oktober 1961 letztmals in Liverpool anlegte und anschließend auflag.
Noch im selben Jahr ging das Schiff unter dem Namen Remuera an die New Zealand Shipping Company und nahm nach Umbauarbeiten für eine größere Kapazität an Passagieren 1962 den Dienst von London nach Auckland auf. Die Remuera zeigte sich jedoch als unrentabel und wurde daher bereits 1964 wieder ausgemustert.
Neuer Betreiber wurde ab Februar 1965 die Eastern & Australian Steamship Company, eine Tochtergesellschaft der New Zealand Shipping Company. Diese setzte das Schiff als Aramac auf der Strecke von Melbourne nach Yokohama ein, ehe es 1969 endgültig ausgemustert wurde. Im selben Jahr ging die Aramac zum Abbruch nach Kaohsiung.